# Praça CR7
A praça CR7 situa-se no Funchal, ilha da Madeira, Portugal, e é assim denominada em honra de Cristiano Ronaldo, futebolista natural da cidade. O sítio designava-se anteriormente praça do Mar, mas o nome foi alterado aquando da inauguração do novo espaço do museu CR7 e da estátua ao futebolista madeirense na praça.
Na praça sobranceira à enseada do porto do Funchal, localizam-se o já referido museu CR7 (diante do qual se ergue a estátua a Cristiano Ronaldo) e o hotel Pestana CR7.